# Car Seat Headrest
Car Seat Headrest (CSH) est un groupe de rock indépendant américain, originaire de Seattle, dans l'État de Washington. Formé en 2010, il s'agit du projet de l'auteur-compositeur et multi-instrumentiste Will Toledo, originaire de Leesburg, dans l’État de Virginie.

## Biographie

### Débuts (2010-2014)
Entre 2010 et 2013, Will Toledo, originaire de Leesburg, dans l’État de Virginie, publie une dizaine d’albums par ses propres moyens via son site Bandcamp,,. Enregistrés en solo dans un style lo-fi, parfois dans la voiture familiale, ces albums lui permettent de se constituer progressivement un public dévoué,. Après des études au Collège de William et Mary à Williamsburg en Virginie, Toledo s'installe à Seattle, dans l'État de Washington, où il s'entoure d'autres musiciens : Ethan Ives (guitare), Andrew Katz (batterie), et Seth Dalby (basse),.

### Premiers albums chez Matador Records (2015-2019)
En 2015, le groupe décroche un contrat avec le label indépendant Matador qui publie l'album Teens of Style en octobre de la même année. Il s'agit de réenregistrements en studio d'anciens titres autoproduits par Toledo, en particulier ceux de son album My Back Is Killing Me Baby de 2011.
Alors que le premier véritable album du groupe doit sortir le 20 mai 2016, le chanteur de The Cars, Ric Ocasek, refuse qu'un extrait de sa chanson Just What I Needed, y soit utilisé sur une piste. Une semaine avant la date programmée, le label Matador rappelle les copies du disque déjà envoyées aux magasins, pour un coût estimé à 50 000 dollars sur le seul territoire américain. Le groupe retourne ensuite en studio pour réenregistrer le morceau mis en cause, renommé Not What I Needed. Paru en juillet 2016, Teens of Denial, très bien reçu par la critique spécialisée, a été enregistré sous la houlette du producteur Steve Fisk.
En février 2018, le groupe publie un réenregistrement studio de l'album Twin Fantasy, initialement autoproduit par Toledo en 2011.

### Années 2020
Car Seat Headrest publie l'abum Making a Door Less Open en mai 2020. En raison de la pandémie de Covid-19 aux États-Unis, la première tournée consécutive à cette sortie n'a lieu qu'à partir de mars 2022. En avril 2022 cependant, Toledo est diagnostiqué avec le COVID-19, ce qui entraîne le report de nombreuses représentations du groupe, puis leur annulation pure et simple. Il révèle plus tard qu'il a développé un syndrome d'intolérance à l'histamine à la suite d'un covid long.
À partir de 2023, Car Seat Headrest travaille sur un nouvel album studio dont la sortie est prévue pour le milieu de l'année 2025. Le groupe recommence progressivement à se produire en concert depuis la stabilisation des problèmes de santé de Toledo. En octobre 2023, ils publient l’album live Faces From The Masquerade, enregistré pendant les trois concerts du groupe au Brooklyn Steel en mars 2022.
En 2025, Car Seat Headrest marque son retour avec la sortie de The Scholars, leur premier album studio depuis cinq ans, paru le 2 mai 2025 chez Matador Records,. L'album se distingue par une orientation opéra-rock, mêlant influences du classic rock, de la pop expérimentale et des cycles narratifs inspirés d’œuvres telles que Tommy de The Who ou Ziggy Stardust de David Bowie,. L’album se compose de neuf titres, dont la chanson Planet Desperation, qui s’étend sur près de dix-neuf minutes.

## Membres
- Will Toledo – chant, guitare
- Ethan Ives – guitare
- Seth Dalby – basse
- Andrew Katz – batterie

## Discographie

### Autoproductions

#### Albums
- 2010 : 1
- 2010 : 2
- 2010 : 3
- 2010 : 4
- 2011 : My Back Is Killing Me Baby
- 2011 : Twin Fantasy
- 2012 : Monomania
- 2013 : Nervous Young Man

#### Autres
- 2010 : Little Pieces of Paper with "No" Written on Them (B-sides and rarities and generally just awful shit)
- 2012 : Living While Starving (EP)
- 2013 : Disjecta Membra (bonus pour l'achat de l'album Nervous Young Man)
- 2014 : How to Leave Town (EP)